# Malinica ranjana
Malinica ranjana es una especie de coleóptero de la familia Monotomidae. Es la única especie del género Malinica.

## Distribución geográfica
Habita en el oeste de Bengala.